# Delias flavistriga
Delias flavistriga is een vlindersoort uit de familie van de Pieridae (witjes), onderfamilie Pierinae.
Delias flavistriga werd in 1955 beschreven door Roepke.